# Liste der Naturdenkmale in Köln
Die Liste der Naturdenkmale in Köln enthält die Naturdenkmale der Stadt Köln in Nordrhein-Westfalen. Kartendarstellung auf Wikimedia Commons.
| Bild | Festsetzungsnummer | Anzahl | Art                                                                               | Straße / Lage | Koordinaten                 |
| ---- | ------------------ | ------ | --------------------------------------------------------------------------------- | --- | --------------------------- |
|      | NDI 101.02         | 1      | Rosskastanie (Aesculus hippocastanum)                                             | Georgplatz 16 |                             |
|      | NDI 101.03         | 3      | Platane (Platanus acerifolia)                                                     | Leonhard-Tietz-Straße 6 |                             |
|      | NDI 101.04         | 1      | Platane (Platanus acerifolia)                                                     | Pipinstraße | 50° 56′ 7″ N, 6° 57′ 24″ O  |
|      | NDI 101.06         | 1      | Platane (Platanus acerifolia)                                                     | Martinsfeld 41 |                             |
|      | NDI 101.07         | 1      | Platane (Platanus acerifolia)                                                     | Am Weidenbach 11–13 |                             |
|      | NDI 102.01         | 7      | Platane (Platanus acerifolia)                                                     | Zülpicher Straße; Roonstraße/Zülpicher Platz |                             |
|      | ND 102.01a         | 3      | Japanischer Schnurbaum (Sophora japonica)                                         | Volksgartenstraße/Vorgebirgstraße südwestlich des Eingangs des Volksgarten |                             |
|      | ND 102.01b         | 1      | Zerreiche (Quercus cerris)                                                        | Volksgarten nordwestlich des Restaurants am Teich |                             |
|      | ND 102.01c         | 3      | Platane (Platanus acerifolia)                                                     | Volksgarten am Hauptweg östlich des Teiches |                             |
|      | ND 102.01d         | 1      | Sumpfzypresse (Taxodium distichum)                                                | Volksgarten am nordwestlichen Rand des Teiches |                             |
|      | NDI 102.02         | 3      | Platane (Platanus acerifolia)                                                     | Chlodwigplatz |                             |
|      | NDI 102.03         | 1      | Platane (Platanus acerifolia)                                                     | Kaesenstraße 23–25 |                             |
|      | NDI 102.05         | 5      | Platane (Platanus acerifolia)                                                     | Martin-Luther-Platz/Volksgartenstraße |                             |
|      | NDI 102.06         | 1      | Rosskastanie (Aesculus hippocastanum)                                             | Hohenstaufenring 55 |                             |
|      | NDI 103.01         | 1      | Platane (Platanus acerifolia)                                                     | Am Römertum |                             |
|      | NDI 103.02         | 1      | Blauglockenbaum (Paulownia tomentosa)                                             | Pastor-Könn-Platz |                             |
|      | NDI 103.04         | 1      | Platane (Platanus acerifolia)                                                     | Eintrachtstraße 120 |                             |
|      | NDI 103.05         | 2      | Platane (Platanus acerifolia)                                                     | Gereonskloster/Gereonshof Grünanlage |                             |
|      | NDI 103.06         | 1      | Platane (Platanus acerifolia)                                                     | Gereonsdriesch 23 |                             |
|      | NDI 103.07         | 2      | Platane (Platanus acerifolia)                                                     | Zeughausstraße 4 |                             |
|      | NDI 103.08a        | 1      | Japanischer Schnurbaum (Sophora japonica)                                         | Kolpingplatz Grünanlage |                             |
|      | NDI 103.08b        | 1      | Baumhasel (Corylus colurma)                                                       | Kolpingplatz östliche Drususgasse |                             |
|      | NDI 103.11a        | 1      | Platane (Platanus acerifolia)                                                     | Gereonshof |                             |
|      | NDI 103.11b        | 1      | Platane (Platanus acerifolia)                                                     | Gereonshof |                             |
|      | NDI 103.12         | 1      | Gewöhnliche Platane (Platanus × acerifolia)                                       | Stadtteil Altstadt/Nord, im Innenhof des St. Marien-Hospitals. · „An der Linde“ laut Kataster der Stadt Köln. · Die Platane steht deutlich über dem angrenzenden Straßenniveau, trogartig einfasst durch die Ummauerung des Hospitalsgeländes. · Stammumfang: 4,00 m · OSM-Link zur Kartendarstellung: Platane im Innenhof des St. Marien-Hospitals | 50° 56′ 50″ N, 6° 57′ 41″ O |
|      | NDI 103.13         | 1      | Rosskastanie (Aesculus hippocastanum)                                             | Friesenstraße/Steinfeldergasse/Magnusplatz |                             |
|      | NDI 103.14         | 1      | Rosskastanie (Aesculus hippocastanum)                                             | Jakordenstraße 6 |                             |
|      | NDI 103.15a        | 1      | Platane (Platanus acerifolia)                                                     | Kardinal-Frings-Straße 4–12 |                             |
|      | NDI 103.15b        | 1      | Platane (Platanus acerifolia)                                                     | Kardinal-Frings-Straße 4–12 |                             |
|      | NDI 103.15c        | 1      | Blutbuche (Fagus sylvatica „Atropunicea“)                                         | Kardinal-Frings-Straße 4–12 |                             |
|      | NDI 104.01         | 1      | Platane (Platanus acerifolia)                                                     | An der Münze 1 |                             |
|      | NDI 104.02         | 1      | Platane (Platanus acerifolia)                                                     | Konrad-Adenauer-Ufer/Elsa-Brändstrom-Straße |                             |
|      | NDI 104.03         | 1      | Platane (Platanus acerifolia)                                                     | Riehler Straße 90 |                             |
|      | NDI 104.04         | 1      | Baumhasel (Corylus colurma)                                                       | Theodor-Heuss-Ring 9 |                             |
|      | NDI 105.01         | 1      | Rosskastanie (Aesculus hippocastanum)                                             | Elisabeth-Breuer-Straße 57 Grünfläche südlich des Altenheimes St. Heribert |                             |
|      | NDI 105.03         | 2      | Rosskastanie (Aesculus hippocastanum)                                             | Von-Sandt-Platz |                             |
|      | NDI 201.01         | 1      | Platane (Platanus acerifolia)                                                     | Schönhauser Straße 65 |                             |
|      | NDI 201.02b        | 1      | Platane (Platanus acerifolia)                                                     | Oktavianstraße 8 |                             |
|      | NDI 202.01a        | 1      | Amberbaum (Liquidambar styraciflua)                                               | Bayenthalgürtel 9 |                             |
|      | NDI 202.01b        | 2      | Mammutbaum (Sequoiadendron gigantea)                                              | Bayenthalgürtel 9 |                             |
|      | NDI 202.01c        | 1      | Rosskastanie (Aesculus hippocastanum)                                             | Bayenthalgürtel 9 |                             |
|      | NDI 202.01d        | 2      | Blutbuche (Fagus sylvatica „Atropunicea“)                                         | Bayenthalgürtel 9 |                             |
|      | NDI 202.01e        | 1      | Ginkgo (Ginkgo biloba)                                                            | Bayenthalgürtel 9 |                             |
|      | NDI 202.01f        | 1      | Baumhasel (Corylus colurma)                                                       | Bayenthalgürtel 9 |                             |
|      | NDI 202.02         | 1      | Mammutbaum (Sequoiadendron gigantea)                                              | Leyboldstraße 42–44 |                             |
|      | NDI 202.04         | 1      | Platane (Platanus acerifolia)                                                     | Bayenthalgürtel 3 |                             |
|      | NDI 202.05         | 1      | Platane (Platanus acerifolia)                                                     | An der Alteburger Mühle 4 |                             |
|      | NDI 202.07         | 20     | Platane (Platanus acerifolia)                                                     | Brohler Straße zwischen der Einmündung „Hoffmann-von-Fallersleben-Straße“ und Einmündung „Mehlemer Straße“ |                             |
|      | NDI 202.08         | 191    | Platane (Platanus acerifolia)                                                     | Bayenthalgürtel auf dem Mittelstreifen zwischen der Einmündung „Bonner Straße“ und Einmündung der Straße „An der Alteburger Mühle“ |                             |
|      | NDI 203.01         | 1      | Mammutbaum (Sequoiadendron gigantea)                                              | Marktstraße/Bonner Straße (alter botanischer Garten) |                             |
|      | NDI 203.02         | 1      | Platane (Platanus acerifolia)                                                     | Brühler Straße 74 |                             |
|      | NDI 204.01b        | 2      | Mammutbaum (Sequoiadendron gigantea)                                              | Brühler Straße 312 |                             |
|      | ND 205.01          | 1      | Abendländischer Lebensbaum (Thuja occidentalis)                                   | Südfriedhof südlich des Eingangs auf dem Gelände des Wirtschaftshofes |                             |
|      | NDI 208.01         | 1      | Platane (Platanus acerifolia)                                                     | Auf dem Brand 10 |                             |
|      | NDI 208.02         | 1      | Blutbuche (Fagus sylvatica „Atropunicea“)                                         | Im Park 6 |                             |
|      | NDI 208.04         | 1      | Rosskastanie (Aesculus hippocastanum)                                             | Sürther Straße 1 |                             |
|      | ND 209.01          | 1      | Silberweide (Salix alba)                                                          | Weißer Leinpfad |                             |
|      | NDI 209.02         | 90     | Winterlinde (Tilia cordata)                                                       | Bahnhofstraße zwischen Falderstraße und Sürther Hauptstraße |                             |
|      | NDI 210.01a        | 1      | Mammutbaum (Sequoiadendron gigantea)                                              | Falderstraße 25 |                             |
|      | NDI 210.01b        | 1      | Blutbuche (Fagus sylvatica „Atropunicea“)                                         | Falderstraße 25 |                             |
|      | NDI 210.01c        | 1      | Platane (Platanus acerifolia)                                                     | Falderstraße 25 |                             |
|      | NDI 301.01         | 3      | Rosskastanie (Aesculus hippocastanum)                                             | Siebengebirgsallee/Ecke Stenzelbergstraße |                             |
|      | NDI 302.01a        | 1      | Blutbuche (Fagus sylvatica „Atropunicea“)                                         | Luxemburger Straße 201 |                             |
|      | NDI 302.01b        | 1      | Eibe (Taxus baccata)                                                              | Luxemburger Straße 201 |                             |
|      | NDI 302.01c        | 1      | Rosskastanie (Aesculus hippocastanum)                                             | Luxemburger Straße 201 |                             |
|      | NDI 303.01         | 1      | Platane (Platanus acerifolia)                                                     | Wilhelm-Backhaus-Straße 23 |                             |
|      | ND 303.01a         | 1      | Blutbuche (Fagus sylvatica „Atropunicea“)                                         | Mommsenstraße/Dürener Straße, Stadtwald, Kahnweiher |                             |
|      | ND 303.01b         | 1      | Blutbuche (Fagus sylvatica „Atropunicea“)                                         | Mommsenstraße/Dürener Straße, Stadtwald, Kahnweiher |                             |
|      | ND 303.01c         | 1      | Moltke-Linde (Tilia moltkei)                                                      | Mommsenstraße/Dürener Straße, Stadtwald, Kahnweiher |                             |
|      | ND 303.02          | 1      | Platane (Platanus acerifolia)                                                     | Melatenfriedhof |                             |
|      | NDI 303.03         | 1      | Rosskastanie (Aesculus hippocastanum)                                             | Schumannstraße 25 |                             |
|      | NDI 303.04         | 1      | Mammutbaum (Sequoiadendron gigantea)                                              | Fürst-Pückler-Straße 42 |                             |
|      | NDI 303.05         | 1      | Mammutbaum (Sequoiadendron gigantea)                                              | Franzstraße 73 |                             |
|      | NDI 303.06         | 1      | Mammutbaum (Sequoiadendron gigantea)                                              | Bachemer Straße 88 |                             |
|      | NDI 303.07         | 1      | Schwarzkiefer (Pinus nigra)                                                       | Bachemer Straße 86 |                             |
|      | NDI 303.08         | 1      | Schwarz-Nuss (Juglans nigra)                                                      | Weyertal 113 |                             |
|      | NDI 303.09         | 1      | Rosskastanie (Aesculus hippocastanum)                                             | Amalienstraße 4 |                             |
|      | NDI 303.11a        | 1      | Gewöhnliche Platane (Platanus × acerifolia)                                       | Stadtteil Lindenthal, im Park des St.-Elisabeth-Krankenhauses Hohenlind. · „Werthmannstr. 1-3“ laut Kataster der Stadt Köln. · Im Park des Krankenhauses stehen noch zwei weitere als Naturdenkmal geschützte Bäume. · OSM-Link zur Kartendarstellung: Platane "a" im Park des St.-Elisabeth-Krankenhauses | 50° 55′ 25″ N, 6° 53′ 52″ O |
|      | NDI 303.11b        | 1      | Stieleiche (Quercus robur)                                                        | Stadtteil Lindenthal, im Park des St.-Elisabeth-Krankenhauses Hohenlind. · „Werthmannstr. 1-3“ laut Kataster der Stadt Köln. · Im Park des Krankenhauses stehen auch noch zwei Platanen, die als Naturdenkmal geschützt sind. · Stammumfang: 3,75 mOSM-Link zur Kartendarstellung: Eiche im Park des St.-Elisabeth-Krankenhauses | 50° 55′ 21″ N, 6° 53′ 51″ O |
|      | NDI 303.11c        | 1      | Gewöhnliche Platane (Platanus × acerifolia)                                       | Stadtteil Lindenthal, im Park des St.-Elisabeth-Krankenhauses Hohenlind. · „Werthmannstr. 1-3“ laut Kataster der Stadt Köln. · Im Park des Krankenhauses stehen noch zwei weitere als Naturdenkmal geschützte Bäume. · Stammumfang: 5,30 mOSM-Link zur Kartendarstellung: Platane "c" im Park des St.-Elisabeth-Krankenhauses | 50° 55′ 23″ N, 6° 53′ 54″ O |
|      | NDI 303.12         | 1      | Mammutbaum (Sequoiadendron gigantea)                                              | Joseph-Stelzmann-Straße |                             |
|      | NDI 304.01         | 1      | Zerreiche (Quercus cerris)                                                        | Voigtelstraße 2 |                             |
|      | NDI 305.01         | 1      | Platane (Platanus acerifolia)                                                     | Belvederestraße 40 |                             |
|      | NDI 305.02         | 1      | Bergahorn (Acer pseudoplatanus)                                                   | Belvederestraße 42 |                             |
|      | NDI 305.03a        | 1      | Rosskastanie (Aesculus hippocastanum)                                             | Belvederestraße 17 |                             |
|      | NDI 305.03b        | 2      | Eibe (Taxus baccata)                                                              | Belvederestraße 17 |                             |
|      | NDI 305.03c        | 1      | Sommerlinde (Tilia platyphyllos)                                                  | Belvederestraße 17 |                             |
|      | NDI 305.03d        | 2      | Stieleiche (Quercus robur)                                                        | Belvederestraße 17 |                             |
|      | NDI 305.04a        | 1      | Ginkgo (Ginkgo biloba)                                                            | Eilendorfer Straße |                             |
|      | NDI 305.04b        | 1      | Mammutbaum (Sequoiadendron gigantea)                                              | Eilendorfer Straße |                             |
|      | NDI 305.04c        | 1      | Blutbuche (Fagus sylvatica „Atropunicea“)                                         | Eilendorfer Straße |                             |
|      | NDI 306.01         | 1      | Platane (Platanus acerifolia)                                                     | Am Schulberg 2–4 |                             |
|      | NDI 306.02         | 1      | Japanischer Schnurbaum (Sophora japonica)                                         | Paul-Finger-Straße 19 |                             |
|      | NDI 306.03         | 2      | Silberlinde (Tilia tomentosa)                                                     | Feldblumenweg/Kornblumenweg Grünanlage |                             |
|      | NDI 306.04a        | 1      | Rosskastanie (Aesculus hippocastanum)                                             | Dürener Straße 441 |                             |
|      | NDI 306.04b        | 5      | Holländische Linde (Tilia europaea)                                               | Dürener Straße 441 |                             |
|      | NDI 306.04c        | 1      | Esskastanie (Castanea sativa)                                                     | Dürener Straße 441 |                             |
|      | NDI 306.05         | 182    | Winterlinde (Tilia cordata)                                                       | Statthalterhofallee parallel zur Statthalterhofallee; zwischen Statthalterhofweg im Westen und Salzburger Weg im Osten |                             |
|      | NDI 306.06         | 1      | Rotbuche (Fagus sylvatica)                                                        | Blumenallee/Ecke Ackerwinde |                             |
|      | NDI 307.01a        | 1      | Ginkgo (Ginkgo biloba)                                                            | Aachener Straße 1281/Berliner Straße |                             |
|      | NDI 307.01b        | 1      | Blutbuche (Fagus sylvatica „Atropunicea“)                                         | An der Alten Post 26 |                             |
|      | NDI 307.01c        | 1      | Spitzahorn (Acer platanoides)                                                     | An der Alten Post 18 |                             |
|      | NDI 307.01d        | 1      | Traubeneiche (Quercus petraea)                                                    | Berliner Straße 17 |                             |
|      | NDI 307.02         | 1      | Holländische Linde (Tilia europaea)                                               | Eichendorfstraße/Bahnstraße |                             |
|      | NDI 308.01         | 1      | Rosskastanie (Aesculus hippocastanum)                                             | Moltkestraße |                             |
|      | NDI 308.02b        | 1      | Riesenlebensbaum (Thuja plicata)                                                  | Brauweiler Straße 16 |                             |
|      | NDI 308.03a        | 1      | Platane (Platanus acerifolia)                                                     | Moltkestraße |                             |
|      | NDI 308.03b        | 1      | Rosskastanie (Aesculus hippocastanum)                                             | Moltkestraße |                             |
|      | NDI 308.03c        | 1      | Blutbuche (Fagus sylvatica „Atropunicea“)                                         | Moltkestraße |                             |
|      | NDI 308.03d        | 1      | Platane (Platanus acerifolia)                                                     | Moltkestraße |                             |
|      | NDI 309.01         | 2      | Rosskastanie (Aesculus hippocastanum)                                             | Turmgasse 4 |                             |
|      | NDI 309.02         | 1      | Rosskastanie (Aesculus hippocastanum)                                             | An den Kastanien 9r |                             |
|      | NDI 401.01         | 2      | Rosskastanie (Aesculus hippocastanum)                                             | Franz-Kreuter-Straße; Ehrenfeld |                             |
|      | NDI 401.02         | 1      | Platane (Platanus acerifolia)                                                     | Mechternstraße 2/Vogelsanger Straße |                             |
|      | NDI 401.03         | 1      | Rosskastanie (Aesculus hippocastanum)                                             | Christian-Schult-Straße |                             |
|      | NDI 401.04         | 1      | Platane (Platanus acerifolia)                                                     | Stammstraße vor dem Ehrenfelder Bahnhof |                             |
|      | NDI 402.01         | 5      | Platane (Platanus acerifolia)                                                     | Simarplatz |                             |
|      | NDI 402.02         | 3      | Schwarze Maulbeere (Morus nigra)                                                  | Parkgürtel |                             |
|      | NDI 403.01         | 33     | Rosskastanie (Aesculus hippocastanum)                                             | Rochusstraße beginnend vor Hausnr. 201; abbiegend in die Straße Am Pistorhof Rochusstraße beginnend vor Hausnr. 201; abbiegend in die Straße Am Pistorhof |                             |
|      | ND 405.01          | 2      | Stieleiche (Quercus robur)                                                        | Untere Dorfstraße/Mengenicherstr rechts und links des Gefallenendenkmals, Friedhofseingang |                             |
|      | ND 406.01a         | 1      | Blutbuche (Fagus sylvatica „Atropunicea“)                                         | Rochusstraße 21 nahe westlicher Grenze zur Schule |                             |
|      | ND 406.01b         | 1      | Blutbuche (Fagus sylvatica „Atropunicea“)                                         | Rochusstraße 2 Am Pistorhof, Rochuspark am Rand zur Belgischen Schule |                             |
|      | ND 406.01c         | 1      | Esche (Fraxinus excelsior)                                                        | Rochusstraße 2 Am Pistorhof, Rochuspark; südwestlich des Spielplatzes |                             |
|      | NDI 501.01a        | 2      | Gewöhnliche Platane (Platanus × acerifolia)                                       | Stadtteil Nippes, östlich des St. Vinzenz Hospitals, wohl Gocher Straße 45. · „Merheimer Straße 24“ laut Kataster der Stadt Köln. · Der westliche Baum steht nahe bei einem Gebäude. Östlich davon stehen 2 weitere alte Platanen, eine davon ist der 2. Baum des ND. · OSM-Link zur Kartendarstellung: 2 Platanen in Nippes (die östlichen) - der 1. westliche Baum | 50° 58′ 3″ N, 6° 56′ 54″ O  |
|      | NDI 501.01b        | 2      | Gewöhnliche Platane (Platanus × acerifolia)                                       | Stadtteil Nippes, östlich des St. Vinzenz Hospitals. · „Merheimer Straße“ laut Kataster der Stadt Köln. · Der 1. westliche Baum steht in einer privaten, parkartigen Grünfläche. · Stammumfang: 4,30 m · Der 2. östliche Baum befindet sich nur wenige Meter entfernt, in einer suboptimalen Umgebung, zwischen Garagengebäuden. · Stammumfang: 4,10 mOSM-Link zur Kartendarstellung: 2 Platanen in Nippes (die westlichen) - der 1. westliche Baum · OSM-Link zur Kartendarstellung: 2 Platanen in Nippes (die westlichen) - der 2. östliche Baum | 50° 58′ 2″ N, 6° 56′ 52″ O  |
|      | NDI 503.01         | 1      | Platane (Platanus acerifolia)                                                     | Riehler Heimstätten |                             |
|      | ND 503.01a         | 2      | Mammutbaum (Sequoiadendron gigantea)                                              | Zoologischer Garten beidseitig des Hauptweges am Bärengehege, 2,50 m |                             |
|      | ND 503.01b         | 1      | Platane (Platanus acerifolia)                                                     | Zoologischer Garten nordwestlich des Vogelhauses |                             |
|      | ND 503.01d         | 1      | Trauerbuche (Fagus sylvatica Pendula)                                             | Zoologischer Garten nordwestlich der Direktorenvilla |                             |
|      | ND 503.01e         | 1      | Amerikanische Gleditschie (Gleditsia triacanthos)                                 | Zoologischer Garten zwischen Giraffen und Elefantenhaus |                             |
|      | ND 503.01g         | 1      | Schwarzkiefer (Pinus nigra)                                                       | Zoologischer Garten am Weg südlich des Bärengeheges |                             |
|      | ND 503.01h         | 1      | Rosskastanie (Aesculus hippocastanum)                                             | Zoologischer Garten nordöstlich des Kamelgeheges |                             |
|      | ND 503.01j         | 11     | Platane (Platanus acerifolia)                                                     | Zoologischer Garten Allee nördlich des Cafés |                             |
|      | ND 503.01k         | 1      | Platane (Platanus acerifolia)                                                     | Zoologischer Garten am nördlichen Ende der Allee nordöstlich des Cafés |                             |
|      | ND 503.01l         | 1      | Zerreiche (Quercus cerris)                                                        | Zoologischer Garten nördlich der Allee, nordöstlich des Cafés |                             |
|      | ND 503.01m         | 1      | Libanon-Zeder (Cedrus libani)                                                     | Zoologischer Garten am Weg vom Elefantenhaus zum Vogelhaus |                             |
|      | ND 503.01o         | 1      | Platane (Platanus acerifolia)                                                     | Zoologischer Garten außerhalb des Zoogeländes, Grünfläche am Café, neben Linde |                             |
|      | NDI 503.02         | 1      | Japanischer Schnurbaum (Sophora japonica)                                         | Tiergartenstraße 9 |                             |
|      | NDI 503.03         | 71     | Platane (Platanus acerifolia)                                                     | Boltensternstraße in der Mitte, zwischen dem Grundstück Haus Nr. 125 (einschließlich) im Norden und im Süden der Straße „An der Schanz“ |                             |
|      | ND 503.03/01       | 1      | Schwarz-Nuss (Juglans nigra)                                                      | Botanischer Garten/Flora östlich des Weges zum Verwaltungsgebäude |                             |
|      | ND 503.03/02       | 1      | Gelbholz (Cladrastis lutea)                                                       | Botanischer Garten/Flora westlich der Flora-Gaststätte |                             |
|      | ND 503.03/03       | 1      | Pyramiden (Säulen)-Eiche (Quercus robur Fastigiata)                               | Botanischer Garten/Flora westlich der Flora-Gaststätte |                             |
|      | ND 503.03/04       | 1      | Blutbuche (Fagus sylvatica „Atropunicea“)                                         | Botanischer Garten/Flora westlich der Flora Gaststätte |                             |
|      | ND 503.03/05       | 1      | Trompetenbaum (Catalpa bignonioides Aurea)                                        | Botanischer Garten/Flora am Wegrand, ca. 20 m nördlich des Haupteingangs | 50° 57′ 34″ N, 6° 58′ 20″ O |
|      | ND 503.03/06       | 3      | Scheinakazie, Robinie (Robinia pseudoacacia Fastigiata)                           | Botanischer Garten/Flora im Eingangsbereich, südwestlich des Tores | 50° 57′ 32″ N, 6° 58′ 20″ O |
|      | ND 503.03/07       | 1      | Blutbuche (Fagus sylvatica „Atropunicea“)                                         | Botanischer Garten/Flora auf der Rasenfläche nordwestlich des Heidegartens |                             |
|      | ND 503.03/08       | 2      | Kaukasische Flügelnuss (Pterocarya fraxinifolia)                                  | Botanischer Garten/Flora an der Wegkreuzung südlich der Flora-Gaststätte |                             |
|      | ND 503.03/10       | 1      | Gold Esche (Fraxinus excelsior Aureovariegata)                                    | Botanischer Garten/Flora auf der Rasenfläche, am Weg entlang des Farngartens, westlich des Heidegartens |                             |
|      | ND 503.03/11       | 1      | Hainbuche (Carpinus betulus)                                                      | Botanischer Garten/Flora östlich der o. g. Gold-Esche |                             |
|      | ND 503.03/12       | 2      | Blumen-Esche (Fraxinus ornus)                                                     | Botanischer Garten/Flora südwestlich des Heidegartens, |                             |
|      | ND 503.03/13       | 2      | Rosskastanie (Aesculus hippocastanum)                                             | Botanischer Garten/Flora auf dem Gelände des Farngartens, am Weg zum Haupteingang |                             |
|      | ND 503.03/14       | 1      | Rosskastanie (gefülltblühende), (Aesculus hippocastanum)                          | Botanischer Garten/Flora neben Nr. 13 |                             |
|      | ND 503.03/15       | 1      | Eibe (3-stämmig), (Taxus baccata)                                                 | Botanischer Garten/Flora nordwestlich der Nr. 14 |                             |
|      | ND 503.03/16       | 1      | Rosskastanie (gefülltblühende), (Aesculus hippocastanum)                          | Botanischer Garten/Flora südlich der Kaskaden, am Weg zum Farngarten |                             |
|      | ND 503.03/17       | 2      | Hainbuche (Hainbuchen-Laubengänge), (Carpinus betulus)                            | Botanischer Garten/Flora beidseitig der Kaskaden |                             |
|      | ND 503.03/18       | 1      | Roteiche (Quercus rubra)                                                          | Botanischer Garten/Flora nordwestlich der Kaskaden, neben dem westlichen Laubengang |                             |
|      | ND 503.03/19       | 1      | Bergahorn (Acer pseudoplatanus)                                                   | Botanischer Garten/Flora nordwestlich des Farngartens, am Springbrunnen der Kaskaden |                             |
|      | ND 503.03/20       | 1      | Kaukasische Flügelnuss mit 14 Tochterstämmen, (Pterocarya fraxinifolia)           | Botanischer Garten/Flora am Weg zum Gebäude des Landesverb. Gartenbau Rheinland |                             |
|      | ND 503.03/21       | 1      | Trompetenbaum (Catalpa bignonioides Aurea)                                        | Botanischer Garten/Flora südwestlich der v. g. Flügelnuß, an der Wegkreuzung |                             |
|      | ND 503.03/22       | 2      | Zerreiche (Quercus cerris)                                                        | Botanischer Garten/Flora nördlich des Weges zur Amsterdamer Straße |                             |
|      | ND 503.03/23       | 1      | Schmalblättrige Esche (Fraxinus excelsior angustifolia)                           | Botanischer Garten/Flora zwischen Wandelgang und Florateich, östlich des Weges |                             |
|      | ND 503.03/24       | 1      | Schwarz-Nuss (Juglans nigra)                                                      | Botanischer Garten/Flora östlich der Nr. 23 |                             |
|      | ND 503.03/25       | 1      | Mammutbaum (Sequoiadendron gigantea)                                              | Botanischer Garten/Flora am Weg von den Kaskaden zum Sukkulentenhaus |                             |
|      | ND 503.03/26       | 1      | Ginkgo (Ginkgo biloba)                                                            | Botanischer Garten/Flora vor dem Eingang zum Gebäude des Landesverbandes Gartenbau Rheinland |                             |
|      | ND 503.03/27       | 1      | Blauglockenbaum (Paulownia tomentosa)                                             | Botanischer Garten/Flora östlich der Kaskaden |                             |
|      | ND 503.03/28       | 1      | Eibengruppe (5 stämmig), (Taxus baccata)                                          | Botanischer Garten/Flora auf der Rasenfläche nordwestlich der Floragaststätte |                             |
|      | ND 503.03/29       | 1      | Bitterorange (Poncirus trifoliata)                                                | Botanischer Garten/Flora nordöstlich der Nr. 28 |                             |
|      | ND 503.03/30       | 2      | Katsurabäume (Cercidiphyllum japonicum)                                           | Botanischer Garten/Flora nordöstlich von Nr. 28 und 29 |                             |
|      | ND 503.03/31       | 1      | Eibe (3-stämmig), (Taxus baccata)                                                 | Botanischer Garten/Flora auf der Rasenfläche östlich der Tropenhäuser |                             |
|      | ND 503.03/32       | 1      | Libanon-Zeder (Cedrus libani)                                                     | Botanischer Garten/Flora vor dem Eingang der Tropenhäuser |                             |
|      | ND 503.03/33       | 1      | Berliner Lorbeer-Pappel (3-stämmig), (Populus x berolinesis)                      | Botanischer Garten/Flora nördlich des kleinen Tropenhauses |                             |
|      | ND 503.03/34       | 1      | Trompetenbaum (Catalpa bignonioides Aurea)                                        | Botanischer Garten/Flora südlich des Staudengartens, westlich der Blumenanlagen |                             |
|      | ND 503.03/35       | 1      | Sumpf-Esche (Fraxinus caroliniana)                                                | Botanischer Garten/Flora nordwestlich der Nr. 34 |                             |
|      | ND 503.03/36       | 1      | Parrotie (Parrotia persica)                                                       | Botanischer Garten/Flora südlich der Einjährigen nahe am Weg |                             |
|      | ND 503.03/37       | 1      | Trompetenbaum (Catalpa bignonioides Aurea)                                        | Botanischer Garten/Flora an der Wegbiegung südwestlich des Staudengartens |                             |
|      | ND 503.03/38       | 1      | Baumhasel (Corylus colurma)                                                       | Botanischer Garten/Flora auf der Magnolienwiese, nahe dem östlich begrenzenden Wege |                             |
|      | ND 503.03/39       | 1      | Pyramiden (Säulen)-Eiche (Quercus robur Fastigiata)                               | Botanischer Garten/Flora nördlich des Staudengartens, südöstlich der Nr. 38 |                             |
|      | ND 503.03/40       | 1      | Blutbuche (Fagus sylvatica „Atropunicea“)                                         | Botanischer Garten/Flora am Goldfischbecken, nördlich der Einjährigen |                             |
|      | ND 503.03/41       | 1      | Bitterorange (Poncirus trifoliata)                                                | Botanischer Garten/Flora im Irisgarten |                             |
|      | ND 503.03/42       | 1      | Sumpfzypresse (Taxodium distichum)                                                | Botanischer Garten/Flora am nordöstlichen Ufer des Alpinum-Teiches |                             |
|      | ND 503.03/43       | 1      | Ginkgo (Ginkgo biloba)                                                            | Botanischer Garten/Flora südlich des Alpinum-Teiches, an der Wegkreuzung |                             |
|      | ND 503.03/44       | 1      | Japanischer Schnurbaum (Sophora japonica)                                         | Botanischer Garten/Flora am Südufer des Alpinum-Teiches, westlich des Liliengartens |                             |
|      | ND 503.03/45       | 1      | Libanon-Zeder (Cedrus libani)                                                     | Botanischer Garten/Flora zwischen den Einjährigen und der kleinen Gärtnerei |                             |
|      | ND 503.03/46       | 1      | Atlaszeder (Cedrus atlantica)                                                     | Botanischer Garten/Flora südlich der Nr. 45 |                             |
|      | ND 503.03/48       | 5      | Rosskastanie (Aesculus hippocastanum)                                             | Botanischer Garten/Flora an der südlichen Gebäudeecke der Floragaststätte |                             |
|      | ND 503.03/49       | 1      | Amerikanische Gleditschie (Gleditsia triacanthos)                                 | Botanischer Garten/Flora östlich des Wandelganges, am Teichufer |                             |
|      | ND 503.03/50       | 1      | Hänge-Silber-Linde (Tilia petiolaris)                                             | Botanischer Garten/Flora auf der Wegkreuzung südöstlich des Sukkulentenhauses |                             |
|      | NDI 504.01         | 1      | Platane (Platanus acerifolia)                                                     | Hermesgasse |                             |
|      | NDI 504.02         | 1      | Rosskastanie (Aesculus hippocastanum)                                             | Sebastianstraße 229 |                             |
|      | NDI 505.01         | 1      | Rosskastanie (Aesculus hippocastanum)                                             | Schmiedegasse 47 |                             |
|      | NDI 506.01         | 1      | Platane (Platanus acerifolia)                                                     | Neusser Straße 799 |                             |
|      | NDI 506.03         | 1      | Rotbuche (Fagus sylvatica)                                                        | Norddeicher Straße/Oldenburger Straße |                             |
|      | ND 601.01          | 1      | Rosskastanie (Aesculus hippocastanum)                                             | Alte Römerstraße westlich des Straßenkreuzes |                             |
|      | NDI 601.03         | 1      | Rosskastanie (Aesculus hippocastanum)                                             | Mennweg 25 |                             |
|      | NDI 601.05         | 1      | Esskastanie (Castanea sativa)                                                     | Merkenicher Hauptstraße 90 |                             |
|      | ND 602.01          | 2      | Esskastanie (Castanea sativa)                                                     | Neusser Landstraße, Haus Fühlingen |                             |
|      | NDI 602.02         | 1      | Rosskastanie (Aesculus hippocastanum)                                             | Neusser Landstraße/Schmiedhofsweg 1 |                             |
|      | NDI 606.01         | 1      | Winterlinde (Tilia cordata)                                                       | Escher Straße/Donatusweg |                             |
|      | NDI 608.01         | 1      | Weisser Maulbeerbaum (Morus alba) Im Mai 2020 aufgrund unsicheren Stands gefällt. | Volkhovener Weg 209–211 |                             |
|      | ND 611.01a         | 1      | Riesenlebensbaum (Thuja plicata)                                                  | Hackenbroicher Straße Rasenfläche gegenüber Forsthaus Chorbusch, Westgrenze zum Wald |                             |
|      | ND 611.01b         | 1      | Winterlinde (Tilia cordata)                                                       | Hackenbroicher Straße Rasenfläche gegenüber Forsthaus Chorbusch, Westgrenze zum Wald/Chorbusch |                             |
|      | ND 611.02          | 1      | Stieleiche (Quercus robur)                                                        | Roggendorf/Thenhoven, südlich von Haus Furth |                             |
|      | NDI 612.01         | 2      | Platane (Platanus acerifolia)                                                     | Hackhauser Weg |                             |
|      | NDI 701.01         | 3      | Winterlinde (Tilia cordata)                                                       | Rolshover Straße/Poll-VingsterStraße |                             |
|      | NDI 702.01         | 2      | Rosskastanie (Aesculus hippocastanum)                                             | Oberstraße 96 |                             |
|      | NDI 704.01         | 1      | Bergahorn (Acer pseudoplatanus)                                                   | Frankfurter Straße 774 |                             |
|      | NDI 705.01         | 1      | Rosskastanie (Aesculus hippocastanum)                                             | Frankfurter Straße/Pfaffenpfädchen |                             |
|      | NDI 705.02         | 1      | Bergahorn (Acer pseudoplatanus)                                                   | Frankfurter Straße 710 | 50° 54′ 18″ N, 7° 3′ 50″ O  |
|      | ND 706.01          | 1      | Kanadische Pappel (Populus canadensis)                                            | Friedrich-Ebert-Ufer, gegenüber 46. Rheinuferböschung |                             |
|      | NDI 706.02a        | 1      | Blutbuche (Fagus sylvatica „Atropunicea“)                                         | Hauptstraße 305 |                             |
|      | NDI 706.04a        | 2      | Eibe (Taxus baccata)                                                              | Krankenhaus Porz Parkanlage |                             |
|      | ND 711.01          | 1      | Winterlinde mit Wegekreuz von 1854, (Tilia cordata)                               | Feldstraße/Dammweg Straßenbiegung |                             |
|      | ND 711.02          | 1      | Stieleiche (Quercus robur)                                                        | Am Bahnhof. zwischen Haus 45 und 49, direkt an 49, 50 m südlich des Bahnhofgebäudes |                             |
|      | ND 713.01          | 3      | Rosskastanie mit Wegekreuz 1900, (Aesculus hippocastanu Liburer)                  | Landstrasse östliche Straßenseite, 40 m nördlich, Alte Burgstr |                             |
|      | ND 713.02          | 2      | Holländische Linde mit Wegekreuz, (Tilia europaea)                                | Freiheit/Stockumer Weg westlich der Zufahrt zum neuen Friedhof |                             |
|      | ND 713.03          | 1      | Rosskastanie (Aesculus hippocastanum)                                             | Stockumer Weg südöstlich der Wegegabelung, Stockumer Weg südöstlich der Wegegabelung |                             |
|      | NDI 714.01         | 1      | Sommerlinde (Tilia platyphyllos)                                                  | Wohnpark Gütergasse 39 |                             |
|      | NDI 714.02a        | 4      | Winterlinde (Tilia cordata)                                                       | Hauptstraße |                             |
|      | NDI 714.02b        | 4      | Rosskastanie (Aesculus hippocastanum)                                             | Hauptstraße |                             |
|      | NDI 715.01         | 1      | Stieleiche (Quercus robur)                                                        | Lülsdorfer Straße/Rheinbergstraße |                             |
|      | NDI 715.02         | 1      | Holländische Linde (Tilia europaea)                                               | Rheinbergstraße/Lülsdorfer Straße; |                             |
|      | NDI 715.03         | 1      | Rosskastanie (Aesculus hippocastanum)                                             | Lülsdorfer Straße/Ecke Heinrich-Klein-Straße |                             |
|      | NDI 802.01         | 1      | Platane (Platanus acerifolia)                                                     | Lilienthalstraße |                             |
|      | NDI 804.01         | 1      | Silberlinde (Tilia tomentosa)                                                     | Geraer Platz |                             |
|      | ND 804.01c         | 1      | Grau-Pappel (Populus canescens)                                                   | Frankfurter Straße 293 Mülheimer Friedhof Ecke des Grabfeldes G |                             |
|      | NDI 804.02a        | 1      | Trauerbuche (Fagus sylvatica Pendula)                                             | Frankfurter Straße 293 |                             |
|      | NDI 804.02b        | 1      | Trauerbuche (Fagus sylvatica Pendula)                                             | Frankfurter Straße 293 |                             |
|      | NDI 806.01         | 1      | Winterlinde (Tilia cordata)                                                       | Ostmerheimer Straße/Rüdigerstraße |                             |
|      | ND 807.01          | 1      | Winterlinde (Tilia cordata)                                                       | Kreuzchesweg, Mittelweg nördlich der A 4 |                             |
|      | NDI 901.01         | 1      | Platane (Platanus acerifolia)                                                     | Deutz-Mülheimer-Straße 280 |                             |
|      | NDI 901.02a        | 1      | Ginkgo (Ginkgo biloba)                                                            | Düsseldorfer Straße 13 |                             |
|      | NDI 901.02b        | 1      | Platane (Platanus acerifolia)                                                     | Düsseldorfer Straße 13 |                             |
|      | NDI 901.02c        | 1      | Blutbuche (Fagus sylvatica „Atropunicea“)                                         | Düsseldorfer Straße 13 |                             |
|      | NDI 901.02d        | 1      | Blutbuche (Fagus sylvatica „Atropunicea“)                                         | Düsseldorfer Straße 13 |                             |
|      | NDI 901.02e        | 1      | Hänge-Silber-Linde (Tilia petiolaris)                                             | Düsseldorfer Straße 13 |                             |
|      | NDI 901.02f        | 1      | Eibe (Taxus baccata)                                                              | Düsseldorfer Straße 13 |                             |
|      | NDI 901.02g        | 1      | Rosskastanie (Aesculus hippocastanum)                                             | Düsseldorfer Straße 13 |                             |
|      | NDI 901.03         | 1      | Rosskastanie (Aesculus hippocastanum)                                             | Düsseldorfer Straße 23 |                             |
|      | NDI 901.04         | 1      | Platane (Platanus acerifolia)                                                     | Genovevastraße |                             |
|      | NDI 901.06         | 1      | Blutbuche (Fagus sylvatica „Atropunicea“)                                         | Düsseldorfer Straße 45–47 |                             |
|      | NDI 901.07         | 1      | Rosskastanie (Aesculus hippocastanum)                                             | Salzstraße 2 c |                             |
|      | NDI 901.08         | 1      | Silberahorn (Acer saccharinum)                                                    | Steinkopfstraße 5 |                             |
|      | NDI 903.01         | 1      | Rosskastanie (Aesculus hippocastanum)                                             | Frankfurter Straße/Drückergasse/Arnsberger Straße |                             |
|      | NDI 904.01         | 1      | Mammutbaum (Sequoiadendron gigantea)                                              | Johann-Bensberg-Straße 2 |                             |
|      | NDI 905.01         | 1      | Stieleiche (Quercus robur)                                                        | Bergisch-Gladbacher-Straße 1149 |                             |
|      | NDI 905.02         | 2      | Stieleiche (Quercus robur)                                                        | Gierather Straße 96/Ecke Refrather Straße |                             |
|      | NDI 905.03         | 2      | Blutbuche (Fagus sylvatica „Atropunicea“)                                         | Bergisch Gladbacher Straße 1171/1173 |                             |
|      | ND 907.01          | 2      | Esskastanie (Castanea sativa)                                                     | Am Kunstfeld südwestlich Jagen 28 |                             |
|      | NDI 907.02         | 3      | Holländische Linde (Tilia europaea)                                               | Berliner Straße/Dünnwalder Mauspfad |                             |
|      | ND 907.02a         | 1      | Stieleiche (Quercus robur)                                                        | Holzweg auf dem Friedhof rechts am alten Eingang | 51° 0′ 5″ N, 7° 1′ 58″ O    |
|      | ND 907.02b         | 1      | Traubeneiche (Quercus petraea)                                                    | Holzweg auf dem Friedhof links am alten Eingang | 51° 0′ 5″ N, 7° 1′ 58″ O    |
|      | NDI 907.03         | 1      | Stieleiche (Quercus robur)                                                        | Rönsahler Straße 21 |                             |
|      | ND 908.01          | 1      | Mammutbaum (Sequoiadendron gigantea)                                              | Am Stammheimer Schloßpark 20 Stammheim, Ulrich-Haberland-Haus, Innenhof (nicht zugänglich) |                             |